# Gênero natural
O gênero natural, algumas vezes chamado de gênero real ou gênero lógico, é uma categoria linguística para o sexo de seres animados, sendo ele o sexo biológico para animais ou o identitário/psicossocial de uma pessoa. O sexo, de humanos e animais, pode ser marcado em muitas línguas por um gênero gramatical correspondente e morfemas específicos. O termo sexo (ou sexus) não se aplica a palavras que não se referem a coisas vivas (por exemplo: a palavra "mesa" é gramaticalmente feminina em português, mas as mesas não são "femininas"), que são seres inanimados. O gênero das palavras, por outro lado, serve para dividir as palavras em classes gramaticais (em gêneros), que requerem um idioma para todos os substantivos.
As complicações surgem com termos para pessoas e animais porque também existem termos genéricos que se referem a homens e mulheres ou animais. A palavra “o gato” pode incluir um gato (termo genérico), mas também pode se referir exclusivamente a gatas. Os termos genéricos são considerados não marcados para sexo. Fala-se aqui de formas genéricas, que podem ser reconhecidas pelo fato de que o gênero biológico "errado" está semanticamente incluído.
Para os representantes do sexo "errado", geralmente há palavras separadas, que geralmente podem ser derivadas do termo genérico não marcado usando flexão de gênero (exemplo: o sufixo "-a" é usado para marcar semanticamente professoras na palavra "professora", o sufixo "-o" em para marcar semanticamente secretários na palavra "secretário"). O artigo feminino em "a guitarra" é de 'gênero gramatical', enquanto que o artigo feminino em "a madrinha" é de 'gênero natural'.

## Outros exemplos
As palavras "Hase" ou "Gans" não são sexualmente marcadas em alemão. Assim, quando se fala de uma “lebre” ou “ganso”, geralmente permanece em aberto quer se trate de um animal macho ou fêmea; por outro lado, as palavras "Häsin" ou "Gänserich" são claramente generificadas, marcadas pelos sufixos flexionais "(Häs)-in" (lebre-fêmea) ou "(Gäns)-erich" (ganso-macho). No português, há a palavra lebracho e lebrão para o macho da lebre e gansa para a fêmea do ganso. Se falar em “Ganter”, o termo genérico é substituído por outra palavra (suplência) (mesmo que a referência à palavra básica “Gans” permaneça reconhecível no caso específico). "Herr" é uma palavra que semanticamente se relaciona com os homens, com o sufixo mocional "-in" pode ser referido às mulheres, já que a palavra "Herr" em seu significado básico não é uma mera modificação estilística da palavra "Mann", mas sim ela mesma se refere a alguém que tem autoridade.
Muitas línguas têm suas próprias palavras, pelo menos para alguns sexos, a fim de expressar o significado de termos para humanos e outros animais emparelhados com uma especificação de sexo. Assim, a palavra atriz, formada pela flexão de gênero, marca o sexo feminino, e assim o acteur (ator) em francês se opõe à actrice. No inglês, a maioria das palavras não está marcada porque os substantivos ingleses não têm gêneros, ou possuem um gênero metafórico. Mas o inglês também pode se referir a um ator específico que não a actress. No entanto, é controverso até que ponto palavras como ator ou actor em inglês marcam o sexo masculino. Jacob Grimm e a Linguística Feminista dizem que sim.

## Linguagem neutra em relação ao sexo
Em linguística, é controverso se existe uma equação de sexo e gênero e se esta é baseada em ideias sociais - ou pode influenciá-los. A linguística feminista exige que as designações pessoais tornem ambos os sexos linguisticamente visíveis ("professoras e professores... professores(as)... professoraes") ou permaneçam "neutras em termos de gênero" sem indicar o gênero ("professories… professorus… professorxs").
Palavras sem gênero natural são também chamadas de assexuadas ou dessexuadas, como substantivos sobrecomuns e inanimados, pois não têm gênero marcado. E os gêneros gramaticais feminino e masculino passam a ser chamados de formais.